# Shivdaspur
Shivdaspur là một thị trấn thống kê (census town) của quận Varanasi thuộc bang Uttar Pradesh, Ấn Độ.

## Nhân khẩu
Theo điều tra dân số năm 2001 của Ấn Độ, Shivdaspur có dân số 11.432 người. Phái nam chiếm 54% tổng số dân và phái nữ chiếm 46%. Shivdaspur có tỷ lệ 59% biết đọc biết viết, thấp hơn tỷ lệ trung bình toàn quốc là 59,5%: tỷ lệ cho phái nam là 68%, và tỷ lệ cho phái nữ là 48%. Tại Shivdaspur, 14% dân số nhỏ hơn 6 tuổi.